# جاش کاوالو
جاشوا جان کاوالو (انگلیسی: Josh Cavallo؛ زادهٔ ۱۳ نوامبر ۱۹۹۹) بازیکن حرفه‌ای فوتبال استرالیایی است که در پست دفاع چپ و هافبک مرکزی برای آدلاید یونایتد بازی می‌کند. کاوالو نماینده تیم ملی زیر ۲۰ سال استرالیا بوده‌است.

## ابتدای زندگی
جاشوا جان کاوالو در ۱۳ نوامبر ۱۹۹۹ در بنتلی ایست ویکتوریا به دنیا آمد. او اصالت ایتالیایی و مالتی دارد.

## فعالیت حرفه‌ای

### جوانی

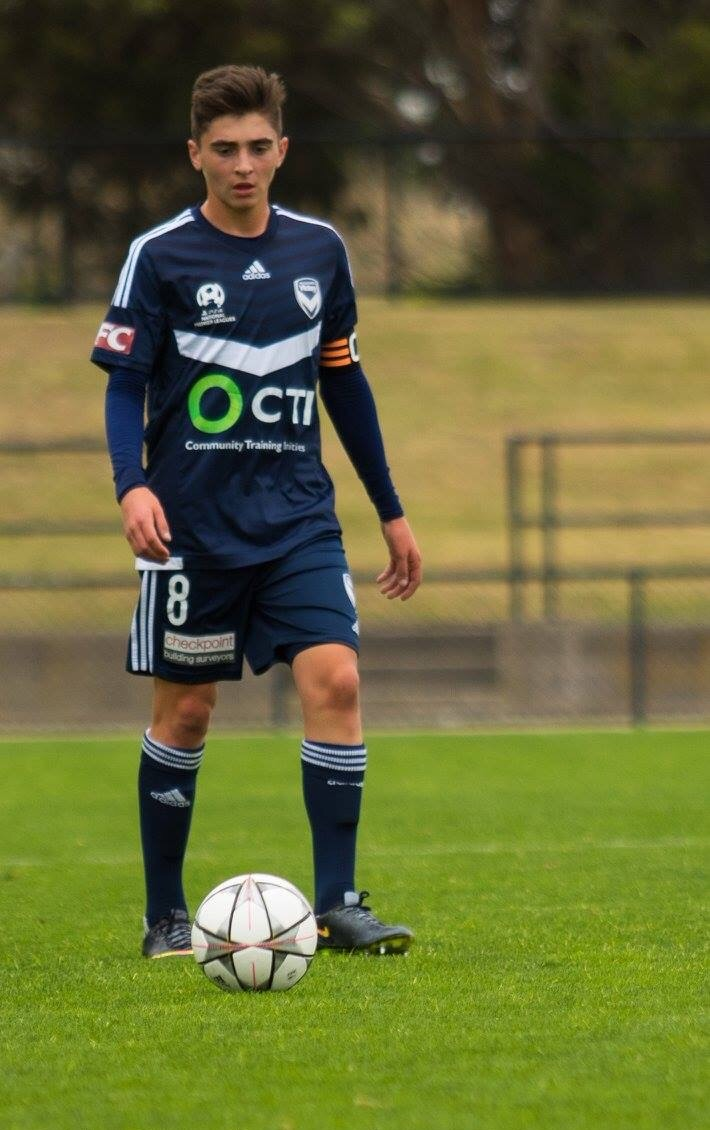
کاوالو در تیم ملبورن ویکتوری در سال ۲۰۱۶

کاوالو نماینده تیم جوانان باشگاه فوتبال جوانان ملبورن ویکتوری و باشگاه فوتبال جوانان ملبورن سیتی بود.

### وسترن یونایتد
در ۱۵ آوریل ۲۰۱۹، ملبورن سیتی اعلام کرد که کاوالو پس از پایان قراردادش در پایان فصل ۲۰۱۸–۲۰۱۹ باشگاه را ترک خواهد کرد.
در ۲۴ ژوئن ۲۰۱۹، تیم جدید لیگ A وسترن یونایتد اعلام کرد که کاوالو قبل از افتتاحیهٔ فصل به باشگاه خواهد پیوست. او اولین بازی خود را در ۳ ژانویهٔ ۲۰۲۰ در باخت ۳–۲ در باشگاه قبلی خود انجام داد. او در دقیقهٔ ۷۱ به عنوان تعویضی برای آپوستولوس استاماتلوپولوس، با خطای دروازه‌بان دین بوزانیس یک پنالتی به دست آورد که بسارت بریشا به گل تبدیل کرد.
وسترن یونایتد اعلام کرد که کاوالو در ۱۰ فوریهٔ ۲۰۲۱ باشگاه را ترک می‌کند تا به دنبال زمان بازی بیشتر با باشگاه دیگری در لیگ A باشد.

### آدلاید یونایتد
در ۱۸ فوریهٔ ۲۰۲۱، کاوالو قراردادی کوتاه‌مدت برای بازی در آدلاید یونایتد امضا کرد. پس از یک دوره موفق در لیگ A ۲۰۲۰–۲۱، او قرارداد خود را برای دو سال در ۱۱ مه تمدید کرد. او پس از یک کمپین موفق ۲۰۲۰–۲۱، که در آن ۱۵ بازی را شروع کرد و ۱۸ بازی انجام داد، جایزه ستاره نوظهور لیگ آدلاید یونایتد را دریافت کرد.

## زندگی شخصی

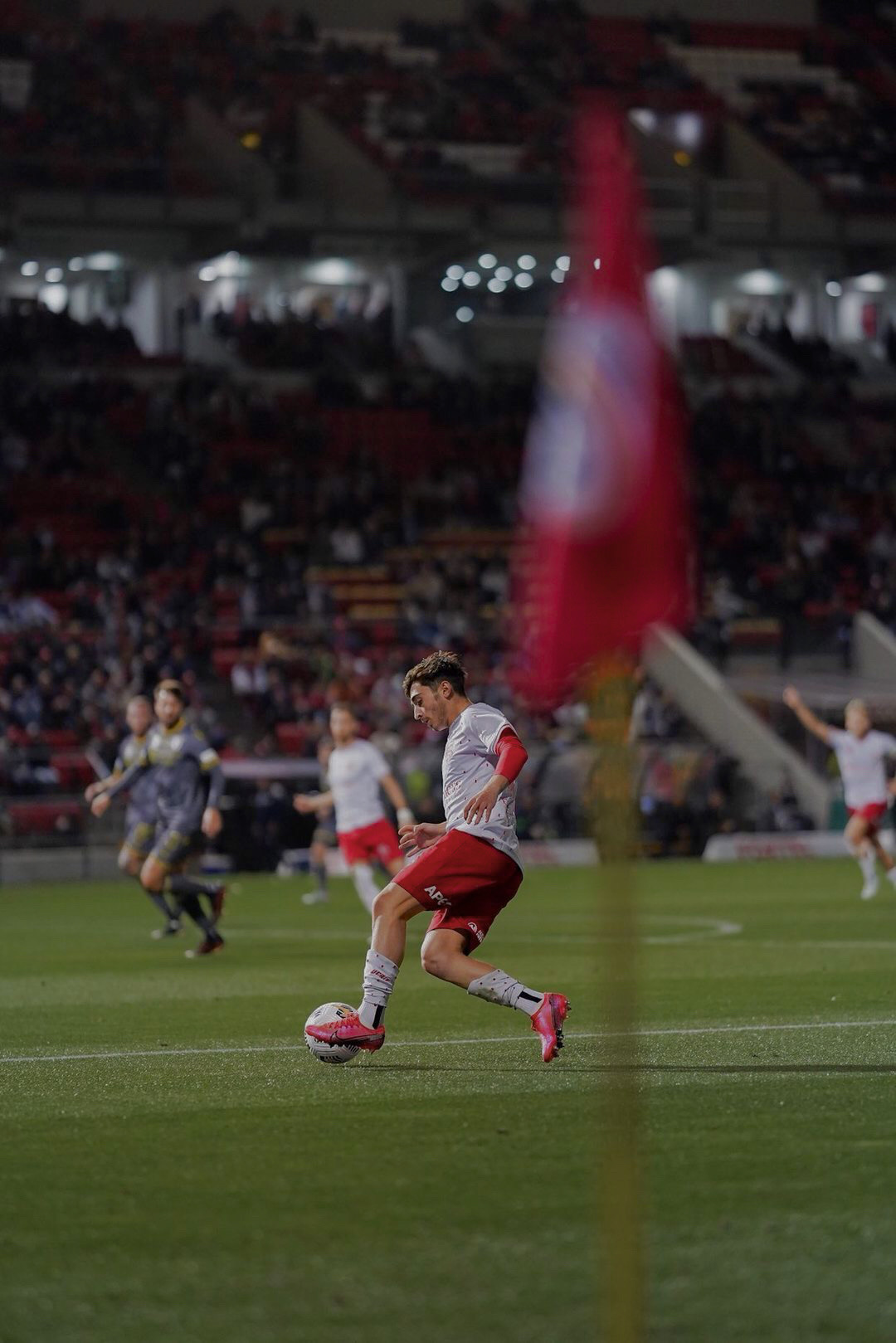
جاشوا جان کاوالو در حین بازی

کاوالو در اکتبر ۲۰۲۱ به عنوان همجنسگرا آشکارسازی کرد. در آن زمان، هیچ بازیکن فوتبال مرد آشکارا همجنسگرای دیگری وجود نداشت که فوتبال حرفه‌ای درجهٔ یک بازی کند. او در بیانیهٔ گفت: «امیدوارم با به اشتراک گذاشتن آن کسی که هستم، بتوانم به دیگرانی که خود را ال‌جی‌بی‌تی‌کیو+ می‌دانند، نشان دهم که در جامعهٔ فوتبال از آنها استقبال می‌شود.»
وی در۱۳مارچ۲٠۲۴ در استادیوم کوپرز در پیش شریک زندگی مردش زانو زد واز او خواستگاری کرد.اینستاگرام

## آمار
تا تاریخ ۲۷ نوامبر ۲۰۲۱
| یاشگاه         | فصل            | لیگ            | لیگ  | لیگ | جام  | جام | مجموع | مجموع |
| یاشگاه         | فصل            | بخش            | بازی | گل  | بازی | گل  | بازی  | گل    |
| -------------- | -------------- | -------------- | ---- | --- | ---- | --- | ----- | ----- |
| وسترین یونایتد | ۲۰۱۹–۲۰        | لیگ A          | 9    | 0   | –    | –   | ۹     | ۰     |
| وسترین یونایتد | ۲۰۲۰–۲۱        | لیگ A          | 0    | 0   | –    | –   | ۰     | ۰     |
| وسترین یونایتد | مجموع          | مجموع          | ۹    | ۰   | –    | –   | ۹     | ۰     |
| آدلاید یونایتد | ۲۰۲۰–۲۱        | لیگ A          | 19   | 0   | –    | –   | ۱۹    | ۰     |
| آدلاید یونایتد | ۲۰۲۱–۲۲        | لیگ A          | ۲    | ۰   | ۲    | ۰   | ۴     | ۰     |
| آدلاید یونایتد | مجموع          | مجموع          | ۲۱   | ۰   | ۲    | ۰   | ۲۳    | ۰     |
| مجموع فعالیت‌ها | مجموع فعالیت‌ها | مجموع فعالیت‌ها | ۳۰   | ۰   | ۲    | ۰   | ۳۲    | ۰     |